# Lampromyia fortunata
Lampromyia fortunata är en tvåvingeart som beskrevs av Elisabeth K. Stuckenberg 1971. Lampromyia fortunata ingår i släktet Lampromyia och familjen Vermileonidae.
Artens utbredningsområde är Kanarieöarna. Inga underarter finns listade i Catalogue of Life.